# Xian de Cao
Pour les articles homonymes, voir Cao.
Le xian de Cao (chinois simplifié : 曹县 ; chinois traditionnel : 曹縣 ; pinyin : Cáo Xiàn) est un district administratif de la province du Shandong en Chine. Il est placé sous la juridiction de la ville-préfecture de Heze.

## Démographie
La population du district était de 1 394 034 habitants en 1999.

## Histoire
Bo (亳), capitale de la dynastie Shang depuis le roi Cheng Tang jusqu'au roi Zhong Ding, aurait été située dans le district[réf. souhaitée].